# Academia de Música y Arte Dramático (Esbjerg)
La Academia de Música y Arte Dramático (en danés: Syddansk Musik Conservatorium & Skuespillerskole) se encuentra en Esbjerg, Dinamarca, frente a la Iglesia de San Nikolaj. Fundada en 1946 como una iniciativa privada local, que fue conocido como Vestjysk Musikkonservatorium. En 1972, pasó a manos de las autoridades nacionales. Desde 1998, se ha situado en los locales renovados y modernizados de una antigua central eléctrica construida en 1907.  En enero de 2010, el conservatorio de Esbjerg se fusionó con otras dos instituciones danesas: el conservatorio en Odense (antes conocido como el Det Fynske Musikkonservatorium), y la escuela de actuación en Odense (antes conocido como Skuespillerskolen ved Odense Teater).